# 佐藤嗣麻子
佐藤 嗣麻子（さとう しまこ、1964年 - ）は、日本の脚本家、映画監督、テレビドラマ演出家。岩手県水沢市（現・奥州市）出身。夫は映画監督の山崎貴。

## 来歴・人物
岩手県水沢市（現・奥州市）出身。小学校時代は宮城県仙台市で過ごし、岩手県立水沢高等学校、阿佐ヶ谷美術専門学校卒業。
1987年、ロンドン・インターナショナル・フィルム・スクールへ留学。スクール卒業後、現地で就職し、6年間ロンドンに在住する。
1993年公開の『ヴァージニア（Tale of a Vampire）』で映画監督デビュー。東京国際ファンタスティック映画祭アボリアッツ大賞を受賞。
1995年公開の映画『エコエコアザラク -WIZARD OF DARKNESS-』でゆうばり国際ファンタスティック映画祭'95批評家賞（南俊子賞）を受賞。
2001年にカプコンが発売したアクションゲーム『鬼武者』のオープニングムービーの監督を務め、シーグラフ2000 Electronic Theater部門 最優秀賞を受賞。
2006年放送のドラマ『アンフェア』で第48回ザテレビジョンドラマアカデミー賞脚本賞を受賞、シリーズ化され、劇場版では監督も務め大ヒットを記録した。
映画・テレビドラマの代表作に、『エコエコアザラク』、『YASHA-夜叉-』、『恋におちたら〜僕の成功の秘密〜』、『アンフェア』シリーズ、『K-20 怪人二十面相・伝』、『サイレーン 刑事×彼女×完全悪女』『陰陽師0』などがある。
他に、白組と組んだ「天下一品」のCMなどで話題になる。
日本SF作家クラブ会員だったが、2023年4月現在は会員名簿に載っていない。
阿佐ヶ谷美術専門学校時代からの仲間である映画監督の山崎貴と2012年4月に結婚したことを自身のTwitterで報告した。

## 監督・脚本作品

### 映画
- 半神 SUZY&LUCY（1989年）- ※ロンドン・インターナショナル・フィルム・スクール卒業制作
- ヴァージニア Tale of a Vampire（1993年） - 監督・脚本・原案
- エコエコアザラク -WIZARD OF DARKNESS-（1995年） - 監督・ストーリー原案
  - エコエコアザラクII -BIRTH OF THE WIZARD-（1996年） - 監督・脚本
- ねらわれた学園 THE MESSIAH FROM THE FUTURE（1997年） - 脚本
- アンフェア the movie（2007年） - 脚本
  - アンフェア the answer（2011年） - 監督・脚本[8]
  - アンフェア the end（2015年） - 監督・脚本[9]
- K-20 怪人二十面相・伝（2008年） - 監督・脚本
- BALLAD 名もなき恋のうた（2009年） - 脚本協力
- ゴースト もういちど抱きしめたい（2010年） - 脚本
- SPACE BATTLESHIP ヤマト（2010年） - 脚本
- 陰陽師0（2024年） - 監督・脚本[10]

### テレビドラマ
- 土曜ワイド劇場 1997年 - 2004年のオープニングタイトルバック（テレビ朝日） - 監督
- 名探偵明智小五郎 江戸川乱歩の陰獣（1998年、テレビ朝日） - 演出
  - 名探偵明智小五郎 エレベーター密室殺人（2000年、テレビ朝日） - 脚本・演出
- YASHA-夜叉-（2000年、テレビ朝日） - 脚本・演出
- 世にも奇妙な物語 SMAPの特別編「僕は旅をする」（2001年、フジテレビ） - 脚本・演出
  - 世にも奇妙な物語 25周年記念!秋の2週連続SP 映画監督編「箱」（2015年、フジテレビ） - 脚本・演出
- 嫉妬の香り（2001年、テレビ朝日） - 演出
- 動物のお医者さん（2003年、テレビ朝日） - 演出
- 金田一耕助シリーズ 犬神家の一族（2004年、フジテレビ） - 脚本
  - 金田一耕助シリーズ 八つ墓村（2004年、フジテレビ） - 脚本
  - 金田一耕助シリーズ 女王蜂（2006年、フジテレビ） - 脚本
  - 金田一耕助シリーズ 悪魔が来りて笛を吹く（2007年、フジテレビ） - 脚本
  - 金田一耕助シリーズ 悪魔の手毬唄（2009年、フジテレビ） - 脚本
- 南くんの恋人（2004年、テレビ朝日） - 演出
- 恋におちたら〜僕の成功の秘密〜（2005年、フジテレビ） - 脚本
- アンフェア（2006年、関西テレビ/フジテレビ） - 脚本
  - アンフェア the special コード・ブレーキング〜暗号解読（2006年、関西テレビ/フジテレビ） - 脚本
- ひまわり〜夏目雅子27年の生涯と母の愛〜（2007年、TBS） - 脚本
- 独身貴族（2013年、フジテレビ） - 脚本
- 宮本武蔵（2014年、テレビ朝日） - 脚本
- サイレーン 刑事×彼女×完全悪女（2015年、関西テレビ/フジテレビ） - 脚本[11]
- ハイエナ（2023年、テレビ東京） - 脚本[12]
- 秘密〜THE TOP SECRET〜（2025年、関西テレビ/フジテレビ） - 脚本

### ゲーム
- 探偵 神宮寺三郎 夢の終わりに - オープニングムービー監督
- 探偵 神宮寺三郎 灯火が消えぬ間に - オープニングムービー監督
- 鬼武者 - CGムービーディレクター（オープニングムービー）
- バイオハザード CODE:Veronica
- バイオハザード（リメイク ゲームキューブ版） - 3DCGI&リアルタイムイベントモーション・ディレクター

## 書籍
- 血（1997年10月1日）
- 恋におちたら〜僕の成功の秘密〜（2005年6月23日）
- コーヒーカップ4杯分の小さな物語（2006年10月22日）
- 小説 アンフェア the movie（2007年4月1日）
- 独身貴族（2013年12月21日）